# صخر المصدر

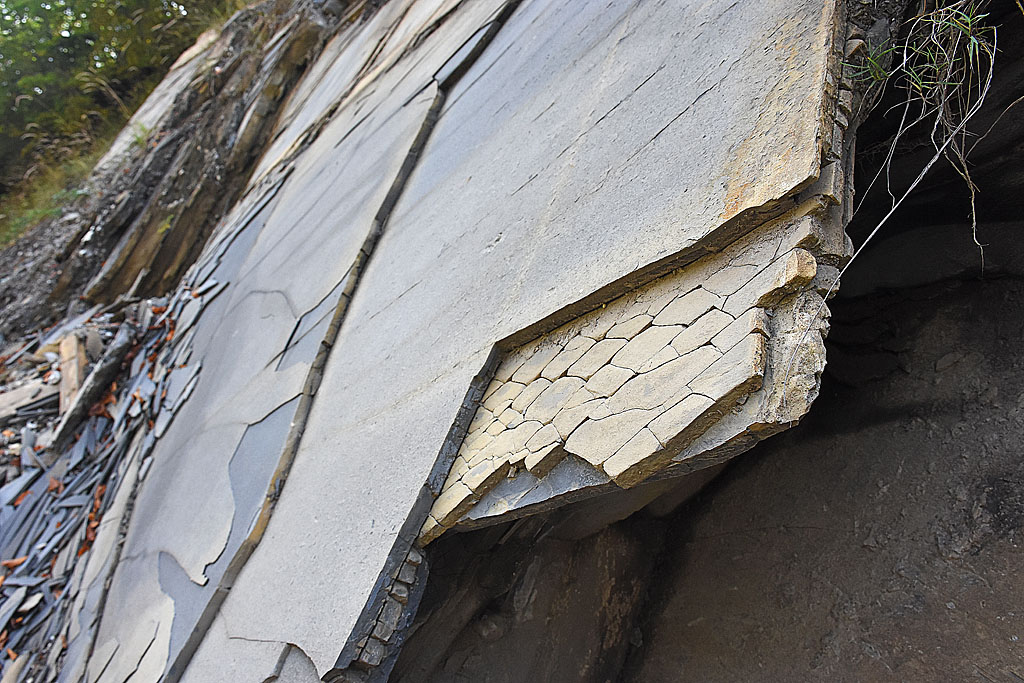

صخر المصدر (أو صخر المنشأ) هي صخور رسوبية تحتوي علي مواد عضوية مختلفة مثل (الدهون والبروتين وبقايا النباتات والأولجا وأنسجة وأجزاء رقيقة وسوائل) في تراكيبها والتي تمثل مصدر للهيدروكروبون وهي عبارة عن بترول لم يصل بعد إلى مرحلته النهائية في التشكل، وتحتوي على ما يكفي من مواد عضوية، تسمى كيروجين لإنتاج النفط والغاز القابل للاحتراق.